# Pierre Avenas
Pierre Avenas, né en 1946, est un haut fonctionnaire, chercheur et écrivain français.

## Biographie
Pierre Avenas a fait des études à l’École polytechnique et à l’École des Mines de Paris. Il a notamment dirigé le Centre de mise en forme des matériaux (CEMEF), l'un des centres de recherche de l’École des Mines de Paris, installé à Sophia Antipolis en 1976, et dont les recherches portent sur les procédés de transformation des métaux et des polymères. Il a collaboré au ministère de l’Industrie de 1979 à 1981 (politique de recherche et d’innovation) avant de travailler dans l’industrie chimique : il a notamment été directeur de la recherche d'Elf Atochem, puis directeur de la R&D chimie de TOTAL jusqu'en 2004. Il est décoré à ce titre de l'ordre national du Mérite.
S’intéressant également aux sciences naturelles et à la linguistique, il est connu du grand public pour avoir publié plusieurs volumes, écrits avec Henriette Walter, sur l’histoire des noms des animaux et des arbres en français et en d'autres langues européennes. Plus récemment, il a publié un livre sur les noms des éléments et substances chimiques à l'occasion de l'année 2019, décrétée Année du tableau périodique des éléments chimiques par l'UNESCO.
Il publie depuis plusieurs années des rubriques étymologiques mensuelles dans deux revues :
- L'Actualité chimique, revue de la Société chimique de France (SCF)[5]
- La Jaune et la Rouge, revue de l'École polytechnique[6]

## Publications
ouvrages sur les polymères
- Mise en forme des polymères, Approche thermomécanique de la plasturgie, avec Jean-François Agassant, Jean-Philippe Sergent, Bruno Vergnes, Michel Vincent, Lavoisier, 4e éd. 2014, (1re éd. 1982), préface de Pierre-Gilles de Gennes  (ISBN 978-2-7430-1549-7)
- Polymer Processing, Principles and Modeling, avec Jean-François Agassant, Pierre J. Carreau (d) , Bruno Vergnes, Michel Vincent, Hanser Publishers, 2e éd. 2017 (1re éd. 1991)
- « Etymology of main polysaccharide names », chapitre 2 de The European Polysaccharide Network of Excellence (EPNOE), Research initiatives and results, Patrick Navard (ed.), Springer, 2012  (ISBN 978-3-7091-0420-0)

ouvrages d'étymologie coécrits avec Henriette Walter
- L'Étonnante Histoire des noms des mammifères, de la musaraigne étrusque à la baleine bleue, Robert Laffont 2003 (révisée en 2018),  (ISBN 978-2-221-09157-9), édition électronique revue et augmentée, 2014, 2018  (ISBN 978-2-221-12194-8)
  - repris en deux volumes de la collection « Points » dans la série « Le goût des mots », dirigée par Philippe Delerm :
  - Chihuahua, Zébu et Cie, 2007 (autour des mammifères familiers)
  - Bonobo, Gazelle et Cie, 2008 (autour des mammifères sauvages)
- La Mystérieuse Histoire du nom des oiseaux : Du minuscule roitelet à l'albatros géant, Robert Laffont, 2007  (ISBN 978-2-221-10835-2)
  - réédité en 2024 au format de poche dans la collection « Arion (d) » chez le même éditeur  (ISBN 978-2-221-27600-6)
- La Fabuleuse Histoire du nom des poissons : Du tout petit poisson-clown au très grand requin blanc, Robert Laffont, 2011  (ISBN 978-2-221-11356-1)
  - a obtenu en 2012 le prix Ar Mor (d) (« La Mer ») de la Ville de Vannes[7].
- La Majestueuse Histoire du nom des arbres : Du modeste noisetier au séquoia géant, Robert Laffont, 2017  (ISBN 978-2-221-13622-5)
  - réédité en 2022 au format de poche dans la collection « Arion (d) » chez le même éditeur  (ISBN 978-2-221-25997-9)
  - a obtenu le prix Émile-Gallé (d) 2018 de la Société centrale d'horticulture de Nancy[8]

ouvrage d’étymologie co-édité par la Société chimique de France
- La Prodigieuse Histoire du nom des éléments, EDP Sciences/SCF, 2018  (ISBN 978-2-7598-2302-4)[4]

avec la collaboration de la journaliste scientifique Minh-Thu Dinh-Audouin (d)
- a obtenu le Prix spécial 2019 de l'Académie nationale des sciences, belles-lettres et arts de Bordeaux
- version anglaise : The Amazing History of Elements Names, EDP Sciences/SCF, 2020  (ISBN 978-2-7598-2464-9) ou  (ISBN 978-2-7598-2497-7) (version électronique)
- préfacé par Jacques Livage, de l’Académie des sciences, professeur au Collège de France

## Podcasts
Les ouvrages d’étymologie sur les noms des mammifères, oiseaux, poissons et arbres font l’objet du podcast « NOMEN » réalisé et diffusé par l'association Baleine sous gravillon, créée en 2021 par le journaliste et podcasteur Marc Mortelmans (d) .